# Jochen Block
Jochen H. Block (* 21. April 1929 in Stettin; † 23. Juli 1995 in Berlin) war ein deutscher Physikochemiker. Block war von 1969 bis zu seinem Tod „Wissenschaftliches Mitglied“ der Max-Planck-Gesellschaft am Fritz-Haber-Institut der Max-Planck-Gesellschaft in Berlin und dort Direktor einer Abteilung. Block forschte vor allem mit Feldionen-Analysemethoden zu katalytisch relevanten Oberflächenreaktionen und zur heterogenen Katalyse.
Jochen Block studierte Chemie, 1951 erlangte er an der Universität Greifswald sein Diplom bei dem Festkörperchemiker Karl Hauffe. Er promovierte 1954 an der Universität München bei Georg-Maria Schwab, 1959 habilitierte er sich in München. Ab 1966 war er am Fritz-Haber-Institut in Berlin tätig, 1969 wurde er zum Wissenschaftlichen Mitglied und Direktor am Fritz-Haber-Institut berufen, wo er die Abteilung "Grenzflächenreaktionen" leitete. "Seine Abteilung  wurde in den 70er Jahren das Zentrum für eine Reihe von weltweit einzigartigen Feldionen-Analysenmethoden." Seine Ergebnisse wurden in über 300 Publikationen veröffentlicht. Die Deutsche Gesellschaft für Katalyse vergibt seit 1997 den Jochen Block-Preis zur Förderung des wissenschaftlichen Nachwuchses auf dem Gebiet der Katalyse.